# رذيلة متأصلة (رواية)
رذيلة متأصلة هي رواية للمؤلف الأمريكي توماس بينشون. نُشرت الرواية في الأصل في أغسطس 2009. وهي رواية بوليسية هزلية تدور أحداثها في كاليفورنيا في السبعينيات من القرن العشرين. تتبع الحبكة لاري «دوك» سبورتيلو الذي تطلب منه صديقته السابقة التحقيق في مخطط يتعلق بمطور أرض بارز. ظهرت في الرواية موضوعات ثقافة المخدرات والثقافة المضادة بشكل بارز. كان الاستقبال النقدي إيجابيًا إلى حد كبير، حيث وصف المراجعون رواية «رذيلة متأصلة» كأحد أعمال بينشون التي يسهل الوصول إليها. تم تحويل الرواية إلى فيلم خطيئة متأصلة في عام 2014.